# Divisions administratives de Nauru
Nauru és una illa-estat de l'oceà Pacífic. És l'únic país al món que no té una capital oficial, però Yaren és el centre més important, on és el govern.
Altres ciutats importants són Aiwo i Denigomodu.

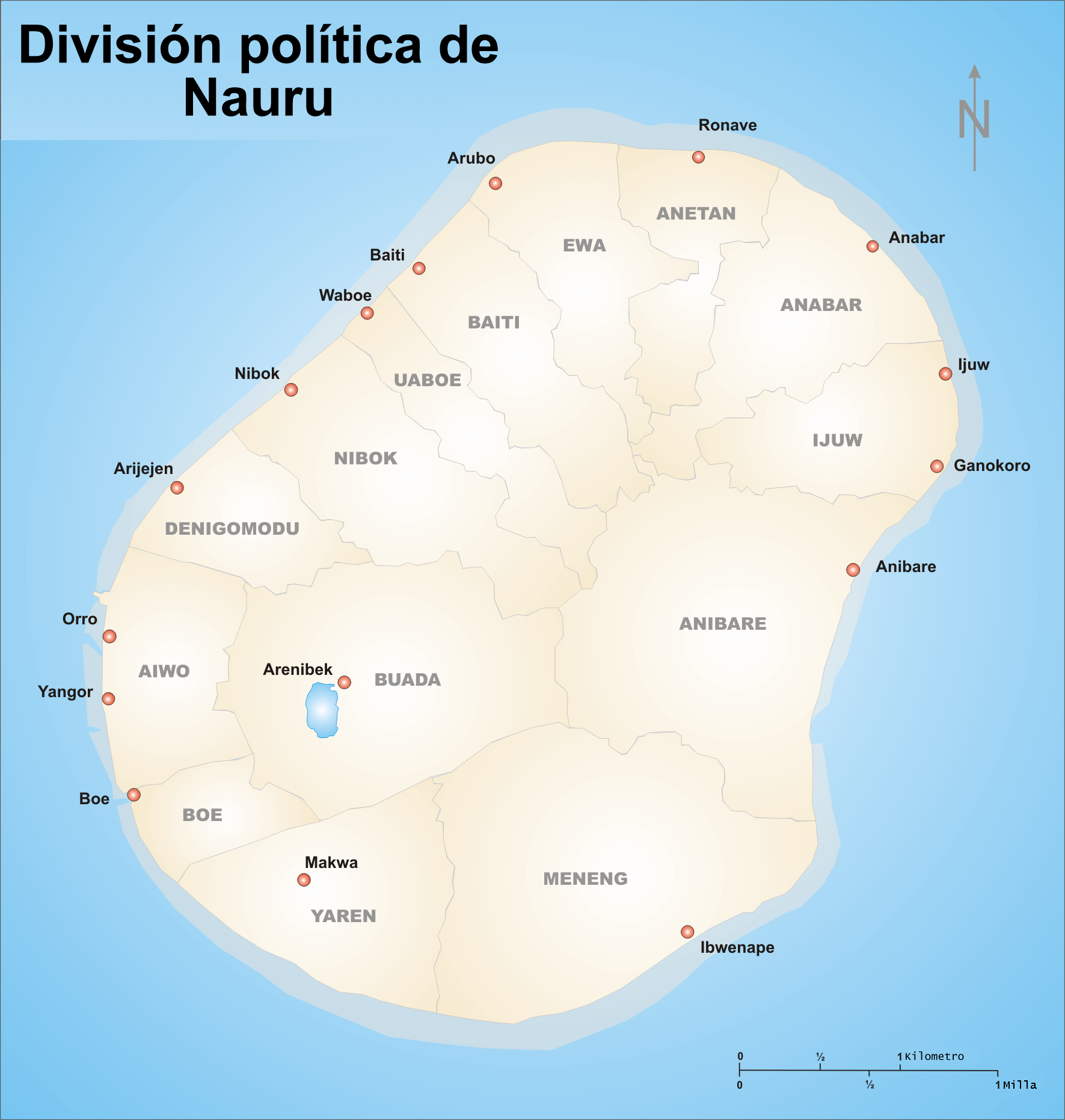
Districtes i pobles de Nauru

L'illa es divideix administrativament en 14 districtes: 
| - Aiwo - Anabar - Anetan - Anibare - Baiti - Boe - Buada | - Denigomodu - Ewa - Ijuw - Meneng - Nibok - Uaboe - Yaren |

Pel que fa a les eleccions, els districtes s'agrupen en 8 circumscripcions: 
| - Aiwo - Anabar - Anetan - Boe | - Buada - Meneng - Ubenide - Yaren |